# Engleromyces
Engleromyces is een geslacht van schimmels dat behoort tot de familie Xylariaceae. De typesoort is Engleromyces goetzei.

## Soorten
Volgens Index Fungorum telt het geslacht twee soorten (peildatum januari 2024):
| Soortnaam             | Auteur(s)                                          | Publicatiejaar |
| --------------------- | -------------------------------------------------- | -------------- |
| Engleromyces goetzei  | Henn.                                              | 1900           |
| Engleromyces sinensis | M.A. Whalley, Khalil, T.Z. Wei, Y.J. Yao & Whalley | 2010           |